# Krasnodar-Anapa
La Krasnodar-Anapa è una corsa in linea maschile di ciclismo su strada che si tiene annualmente nel Territorio di Krasnodar in Russia. Nata nel 2015, fa parte del circuito UCI Europe Tour, classe 1.2.

## Albo d'oro
Aggiornato all'edizione 2015.
| Anno | Vincitore           | Secondo      | Terzo       |
| ---- | ------------------- | ------------ | ----------- |
| 2015 | Andrej Solomennikov | Roman Majkin | Vitalij Buc |
| 2016 |                     |              |             |